# Rugat
Rugat település Spanyolországban, Valencia tartományban. Rugat Aielo de Rugat, Castelló de Rugat, Lorcha/L'Orxa és Llutxent községekkel határos. Lakosainak száma 171 fő (2024).

## Népesség
A település népessége az utóbbi években az alábbiak szerint változott:
| Lakosok száma | 202  | 196  | 174  | 186  | 193  | 179  | 158  | 158  | 175  | 171  |
|               | 2001 | 2004 | 2007 | 2009 | 2012 | 2014 | 2017 | 2019 | 2022 | 2024 |